# Notropis xaenocephalus
Notropis xaenocephalus es una especie de peces de la familia de los Cyprinidae en el orden de los Cypriniformes.

## Morfología
Los machos pueden llegar alcanzar los 7,9 cm de longitud total.

## Hábitat
Es un pez de agua dulce.

## Distribución geográfica
Se encuentran en Norteamérica: sureste de Tennessee, noroeste de  Georgia y este de Alabama (Estados Unidos ).